# Passerelle de la Côtière
La passerelle de la Côtière d'Erquy est un ouvrage d'art construit au début du XXe siècle par Louis Harel de la Noë pour la ligne Yffiniac - Matignon des chemins de fer des Côtes-du-Nord.

## Caractéristiques
Ses caractéristiques principales sont :

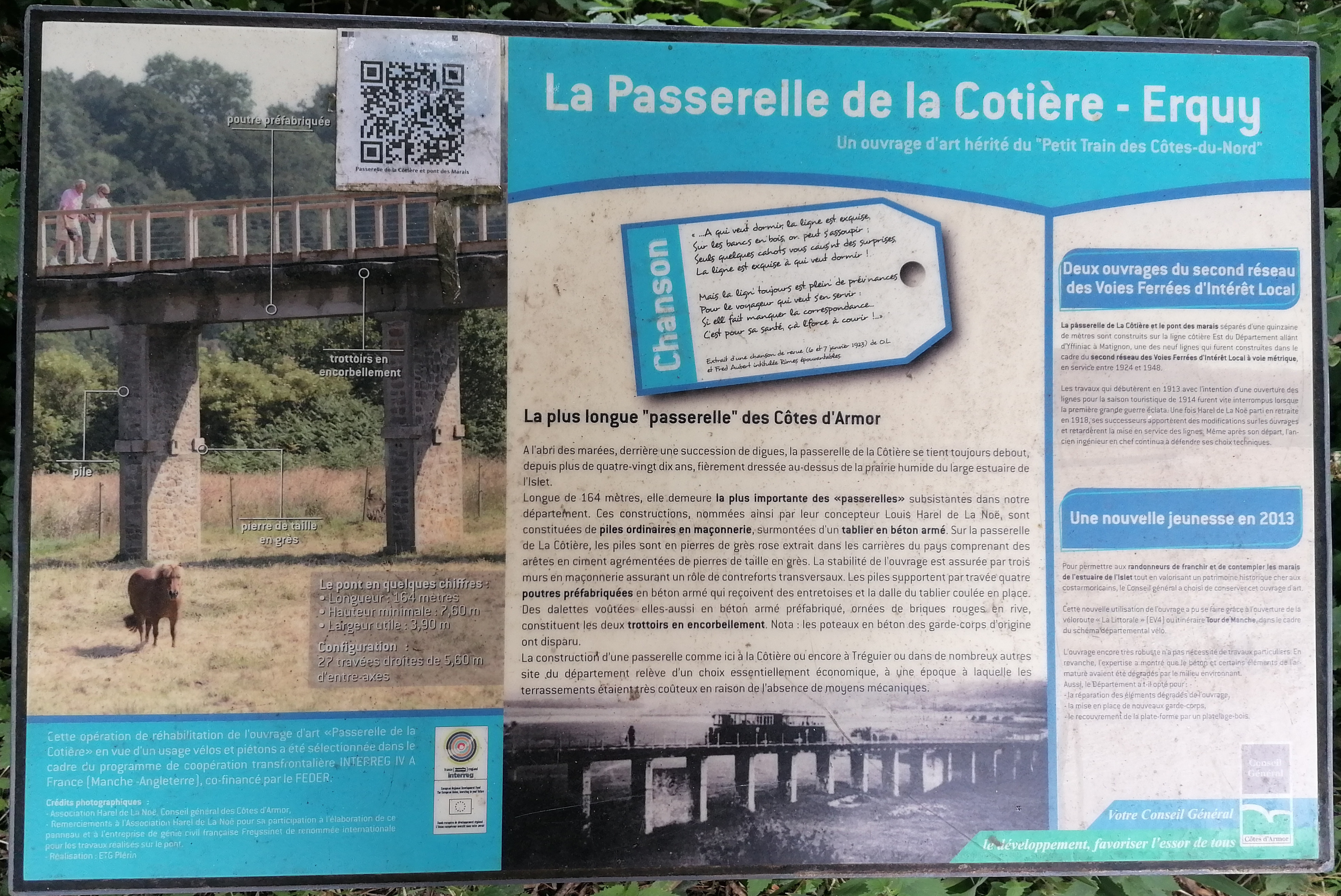
Panneau explicatif du Conseil Général des Côtes d'Armor proche de la passerelle

- Longueur totale : 163 m
- Hauteur : 7 m
- 26 piles
- 27 travées de 5,60 m d'entraxe